# 中華民國—莫三比克關係
中華民國與莫三比克共和國無正式外交關係，目前也沒有在對方首都互設具大使館功能的代表機構。對莫三比克的相關事務由中華民國駐史瓦帝尼大使館兼轄。中華民國對外貿易發展協會於莫三比克設立马普托臺灣貿易中心。

## 政治

### 外交

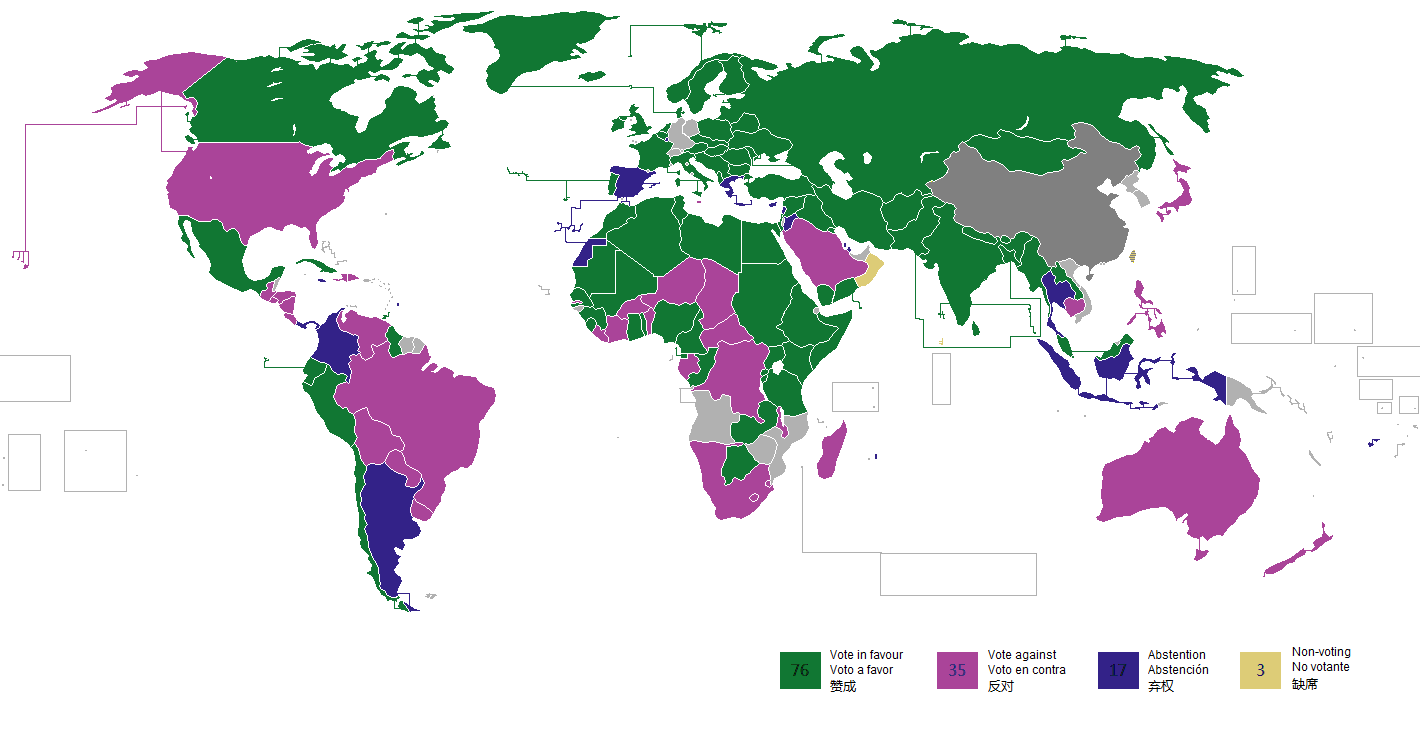
灰色國家表示非聯合國會員國，莫三比克當時是葡萄牙的海外省（葡屬東非），因此不能對中華民國續留聯合國一案參與投票，即《聯合國大會2758號決議》。

1990年9月1日，簽署《中華民國臺灣郵政總局與莫三比克（共和國）郵政總局間國際快捷郵件服務協定》。
2004年3月，2艘台灣籍漁船在莫三比克海域附近作業時遭該國政府查扣罰款，船員並遭留置15個月，經中華民國駐史瓦帝尼王國大使館協助後才放行。
2013年，莫三比克在臺北設立莫三比克駐臺經貿辦事處（Mozambique Investment Promotion Centre (Taiwan)），由臺僑出任代表，現已裁撤。

#### 人員互訪（2014年至今）
僅列舉部分名單：
中華民國：經濟部政務次長卓士昭、經濟部國際合作處長江文若、工商協進會理事長林伯豐。
莫三比克：投資促進局長Lourenco Sambo、歐亞自然資源公司總裁暨莫三比克礦業商會主席Jose Dai、馬托拉市長Calisto Moises Cossa。

## 經濟

### 貿易
中華民國對外貿易發展協會（外貿協會）於莫三比克首都马普托設立臺灣貿易中心。
| 年分 | 貿易總額   | 貿易總額 | 貿易總額 | 出口至莫三比克 | 出口至莫三比克 | 出口至莫三比克 | 自莫三比克進口 | 自莫三比克進口 | 自莫三比克進口 | 順逆差  |
| 年分 | 金額       | 年增減   | 排名     | 金額           | 年增減         | 排名           | 金額           | 年增減         | 排名           | 順逆差  |
| ---- | ---------- | -------- | -------- | -------------- | -------------- | -------------- | -------------- | -------------- | -------------- | ------- |
| 2017 | 35,829,580 | ▼25.2%   | 113      | 8,118,449      | ▼10.1%         | 128            | 27,711,131     | ▼28.7%         | 92             | 逆差▼   |
| 2018 | 15,731,329 | ▼56.1%   | 135      | 10,413,480     | ▲28.3%         | 122            | 5,317,849      | ▼80.8%         | 123            | 順差 -- |
| 2019 | 54,371,152 | ▲245.6%  | 99       | 47,764,563     | ▲358.7%        | 85             | 6,606,589      | ▲24.2%         | 119            | 順差▲   |
| 2020 | 17,712,119 | ▼67.4%   | 127      | 10,223,159     | ▼78.6%         | 119            | 7,488,960      | ▲13.4%         | 113            | 順差▼   |
| 2021 | 12,122,353 | ▼31.6%   | 143      | 9,399,244      | ▼8.1%          | 126            | 2,723,109      | ▼63.6%         | 135            | 順差▲   |
| 2022 | 80,850,335 | ▲567.0%  | 98       | 60,777,261     | ▲546.6%        | 87             | 20,073,074     | ▲637.1%        | 101            | 順差▲   |
| 2023 | 21,189,440 | ▼73.8%   | 127      | 10,017,013     | ▼83.5%         | 121            | 11,172,427     | ▼44.3%         | 108            | 逆差 -- |
| 2024 | 75,309,590 | ▲255.4%  | 90       | 10,341,558     | ▲3.2%          | 122            | 64,968,032     | ▲481.5%        | 76             | 逆差▲   |

2023年的兩國貿易項目如下：
出口至莫三比克的前10大項目為：稻米；丙烯酸聚合物；冷凍魚；其他印刷品；合成纖維絲紗梭织物；聚縮醛、环氧树脂、醇酸樹脂、聚碳酸酯、聚丙烯酯與其他聚酯、聚醚；橡膠或塑料加工機或以此類原料製造產品之機械；新橡膠氣胎；氯乙烯或其他鹵化烯烃之聚合物；苯乙烯之聚合物等。
自莫三比克進口的前10大項目為：合金鐵；烟叶；寶石（不包括钻石）與次寶石；已加工供製碑或建築用石及其製品、天然石製馬賽克石塊、人工著色之天然石製小顆石；油料種子與油質果实；茶葉；铜廢料與碎屑；氟化物、氟硅酸盐、氟鋁酸鹽與其他氟錯鹽類；花崗岩、斑岩、玄武岩、砂岩與其他紀念碑或建築用石；天然珍珠或養珠、寶石或半寶石等。

### 投資
截至2023年，根據中華民國經濟部投資審議司與莫三比克主管機關均未有臺商赴莫三比克的投資統計，但推估歷年總投資金額為2,500萬美元，計有8件。主要從事生產礦泉水瓶、沙拉油瓶、紙箱、塑膠瓶蓋、海洋捕撈作業等；莫三比克在臺灣總投資金額為29萬美元，計有3件。

### 會展
2008年7月，外貿協會「2008年東南非原料採購暨貿易訪問團」訪問莫三比克舉辦貿易洽談會。
2015年10月，舉辦「臺灣與莫三比克能源座談會」，由經濟部政務次長卓士昭率團與會。
2017年6月，中華民國國際經濟合作協會（國經協會）籌組「2017年非洲經貿考察團」前往莫三比克。

## 簽證

持中華民國護照的中華民國國民簽證要求分布圖：入境莫三比克可以電子簽證。

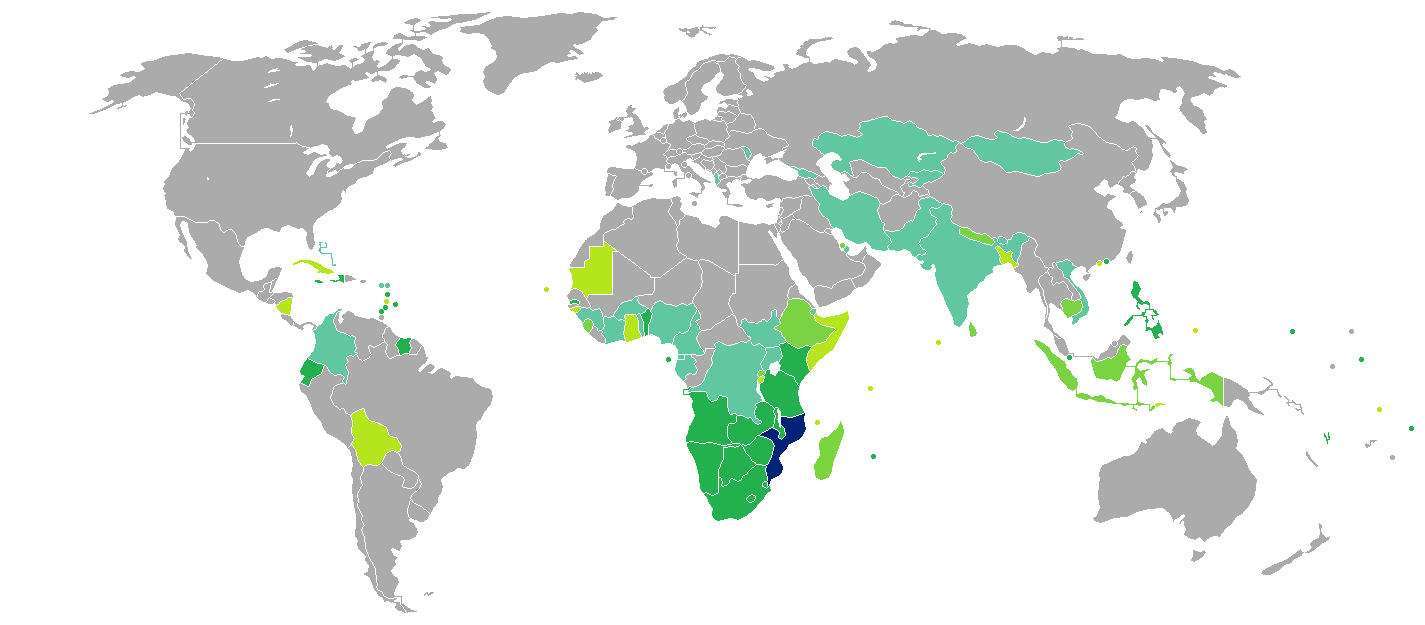
持莫三比克護照的莫三比克人口簽證要求分布圖：入境中華民國需要簽證。

兩國國民皆須申請簽證方可入境對方國家。持中華民國護照的中華民國國民可至莫三比克電子簽證系統申請相關簽證，審核通過後將核發臨時簽證（核准函），持證在抵達首都的馬布多國際機場時換發正式簽證。落地簽證亦須審核通過並核發臨時簽證才能入境，不能於莫國機場或邊關臨時辦理。經由南非國際機場轉機入出境莫三比克，不需申辦南非過境簽證；若出機場再轉搭陸上交通工具前往莫三比克，因已實際入境南非，故須申辦南非簽證。
持莫三比克護照的莫三比克國民抵台參加由中央政府機關主辦、協辦或贊助之國際會議、運動賽事、商展或其他活動，亦可以電子簽證入境中華民國，停留最多30天並不得延期。

## 交通

### 航空
資料截至2023年6月29日

#### 客運
兩國無直航班機，亦無中華民國→直航第三地→莫三比克，需多次轉機前往。
例如：
- 臺北→伊斯坦堡→約翰尼斯堡→莫三比克的國際機場（英语：List of airports in Mozambique）。

### 駕車
持有中華民國國際駕駛執照可在莫三比克駕車。

## 外部連結
- 中華民國外交部－莫三比克共和國簡介 （页面存档备份，存于）
- 中華民國駐史瓦帝尼王國大使館
- 外交部領事事務局－國外旅遊警示分級表
- 中華民國衛生福利部－國際旅遊疫情建議等級
- 中華民國國際經濟合作協會 （页面存档备份，存于）
- 馬布多臺灣貿易中心